# Аверко-Антонович, Ирина Юрьевна
Ирина Юрьевна Аверко-Антонович (19 апреля 1960, Казань — 24 января 2006, Казань) — химик-технолог, доктор химических наук (1997), профессор (1999), заслуженный деятель науки Республики Татарстан (2004).

## Биография
Родилась 19 апреля 1960 года в городе Казани. Из семьи химиков, отец — Юрий Олегович, мать Людмила Александровна.
В 1982 году окончила Казанский химико-технологический институт, работала там же. С 1985 года заведующая лабораторией эмульсионной полимеризации Центра по разработке эластомеров.
Умерла 24 января 2006 года в городе Казани.

## Научная деятельность
Труды по синтезу полимеров. При выделении каучуков из латексов И. Ю. Аверко-Антонович была применена электрохимическая активация в процессах эмульсионной и суспензионной полимеризации.
Разработаны теоретические и практические аспекты применения поверхностно-активных веществ в качестве стабилизаторов и модификаторов полимерных эмульсий.
Результаты научных исследований И. Ю. Аверко-Антонович внедрены в Акционерное общество «Нижнекамскнефтехим», «Нижнекамскшина», на заводе синтетического каучука им. С. М. Кирова, Стерлитамакском заводе синтетического каучука и др.

## Сочинения
Использование поверхностно-активных веществ различных типов в процессах эмульсионной полимеризации // Обзорная информ. / ЦНИИТЭнефтехим. Сер. промышленность синтетического каучука., 1989. Вып.6 (соавтор).
Повышение эффективности процессов эмульсионной полимеризации физическим воздействием на водные среды // Обзорная информ. / ЦНИИТЭнефтехим. Сер. промышленность синтетического каучука. М., 1991. Вып.2 (соавтор).
Методы исследования структуры и свойств полимеров. Казань, 2002 (соавтор).